# Голубча (Брянская область)
Голубча — деревня в Трубчевском районе Брянской области. Входит в состав Юровского сельского поселения.
Находится на правом берегу реки Десны в 25 км к северо-востоку от Трубчевска и в 60 км к юго-западу от Брянска.
| 2010 | 2013 |
| ---- | ---- |
| 156  | ↘155 |

## История
Устаревшее название деревни — Голубчи. Упоминается с 1634 года. Является бывшим дворцовым владением. Входила в приход села Любожичи. С 1861—1924 гг. относится к Юровской волости Трубчевского уезда, затем к Плюсковской волости Почепского уезда; с 1929 года относится к Трубчевскому району.